# Dontaye Draper
Dontaye Dominic Draper (Baltimora, 10 agosto 1984) è un ex cestista statunitense naturalizzato croato.

## Carriera
Con la Croazia ha disputato tre edizioni dei Campionati europei (2011, 2013, 2015).

## Statistiche

### College
| Anno      | Squadra      | PG  | PT | MP   | TC%  | 3P%  | TL%  | RP  | AP  | PRP | SP  | PP   |
| --------- | ------------ | --- | -- | ---- | ---- | ---- | ---- | --- | --- | --- | --- | ---- |
| 2003-2004 | CofC Cougars | 28  | 4  | 22,1 | 38,7 | 30,2 | 71,0 | 2,1 | 2,9 | 1,4 | 0,3 | 5,4  |
| 2004-2005 | CofC Cougars | 28  | 7  | 25,5 | 43,5 | 28,3 | 79,1 | 2,9 | 2,7 | 1,9 | 0,4 | 12,0 |
| 2005-2006 | CofC Cougars | 28  | 28 | 35,2 | 43,3 | 33,3 | 73,3 | 2,6 | 3,2 | 2,2 | 0,4 | 18,5 |
| 2006-2007 | CofC Cougars | 33  | 33 | 35,9 | 40,5 | 38,4 | 73,9 | 4,1 | 5,3 | 1,7 | 0,3 | 16,2 |
| Carriera  | Carriera     | 117 | 72 | 29,9 | 41,9 | 34,1 | 74,6 | 3,0 | 3,6 | 1,8 | 0,4 | 13,2 |

### Eurolega
| Anno      | Squadra          | PG  | PT | MP   | TC%  | 3P%  | TL%  | RP  | AP  | PRP | SP  | PP  |
| --------- | ---------------- | --- | -- | ---- | ---- | ---- | ---- | --- | --- | --- | --- | --- |
| 2012-2013 | Real Madrid      | 26  | 4  | 10,8 | 25,8 | 25,0 | 78,6 | 1,1 | 1,0 | 0,7 | 0,1 | 1,9 |
| 2013-2014 | Real Madrid      | 20  | 1  | 11,2 | 28,2 | 33,3 | 83,3 | 0,7 | 1,3 | 0,8 | 0,0 | 1,7 |
| 2014-2015 | Anadolu Efes     | 28  | 15 | 23,9 | 42,8 | 36,0 | 83,3 | 2,5 | 3,0 | 1,0 | 0,2 | 7,0 |
| 2015-2016 | Lokomotiv Kuban' | 30  | 0  | 22,3 | 39,3 | 35,3 | 78,6 | 1,8 | 2,2 | 1,1 | 0,1 | 6,5 |
| 2016-2017 | Real Madrid      | 29  | 2  | 13,4 | 38,6 | 28,6 | 82,4 | 1,0 | 1,4 | 0,8 | 0,0 | 2,8 |
| Carriera  | Carriera         | 133 | 22 | 16,8 | 37,8 | 33,3 | 81,2 | 1,5 | 1,8 | 0,9 | 0,1 | 4,2 |

## Palmarès

### Club

#### Competizioni nazionali
- Campionato spagnolo: 1

Real Madrid: 2012-13
- Copa del Rey: 2

Real Madrid: 2014, 2017
- Supercoppa spagnola: 2

Real Madrid: 2012, 2013
- Coppa di Croazia: 1

Cedevita Zagabria: 2012
- Coppa Italia di Legadue: 1

Basket Veroli: 2010
- Coppa di Turchia: 1

Anadolu Efes: 2014-15

### Individuale
- MVP ULEB Eurocup: 1

Cedevita Zagabria: 2010-11
- All-ULEB Eurocup First Team: 1

Cedevita Zagabria: 2010-11